# Henrik Lothigius
Henrik Gustaf Ernst Lothigius, född 22 maj 1872 i Skirö församling, Jönköpings län, död 6 april 1922, var en svensk elektroingenjör.
Lothigius blev elev vid Kungliga Tekniska högskolan i Stockholm 1892 och avlade avgångsexamen där 1895. Han var anställd vid de Lavals elektriska blockbelysning 1895–1896 och vid Siemens Tekniska byrå (Svenska AB Siemens & Halske) 1896–1900, föreståndare för Borås stads elektricitetsverk och vattenledning 1900–1906 och för Karlskrona elektricitetsverk från 1907. Han ligger begravd på Norra begravningsplatsen i Stockholm.